# Medische technologie
Medische technologie is de technologie die wordt gebruikt voor medisch diagnostische (onderzoekende) of therapeutische (behandelende) toepassingen om bij de mens te worden aangewend voor:
- diagnose, preventie, bewaking, behandeling, verlichting of compensatie van ziekten, verwondingen of een handicap;
- onderzoek naar of vervanging of wijziging van de anatomie of van een fysiologisch proces;
- beheersing van de bevruchting.

Voor het toepassen van de medische technologie wordt gebruikgemaakt van medische apparatuur of medische software die alleen of in combinatie wordt gebruikt.

## Medische apparatuur
Medische apparatuur kan men indelen in diagnostische en therapeutische toepassingen.
Enkele diagnostische toepassingen, bijvoorbeeld door beeldvormend medisch onderzoek:
- Elektrocardiogram (ECG)
- Elektromyografie (EMG)
- Computertomografie (CT-scan)
- MRI-scanner

Enkele therapeutische toepassingen:
- Defibrillator
- Infuuspomp
- Pacemaker

## Regelgeving
Het ontwikkelen en toepassen van medische apparatuur is aan strenge regelgeving gebonden.
De regelgeving bestaat uit wetten, normen en praktische richtlijnen:
Wetten
- Wet Medische Hulpmiddelen
- Besluit Medische Hulpmiddelen
- Kwaliteitswet zorginstellingen

Normen
- IEC 60601-1
- Convenant "Veilige toepassing van medische technologie in het ziekenhuis"[1][2]

Praktische richtlijnen
- NVZ praktijkgids kwaliteitsborging medische systemen
- NVZ praktijkgids risicomanagement medische technologie